# Stylophora kuehlmanni
Stylophora kuehlmanni е вид корал от семейство Pocilloporidae. Възникнал е преди около 0,13 млн. години по времето на периода кватернер. Видът не е застрашен от изчезване.

## Разпространение и местообитание
Разпространен е в Джибути, Египет, Еритрея, Йемен, Израел, Йордания, Оман, Саудитска Арабия, Сомалия и Судан.
Обитава крайбрежията на океани, морета, заливи и рифове. Среща се на дълбочина от 6,5 до 9 m.